# Céline Vallot
Céline Vallot, née en 1982, est une chercheuse française en biotechnologie.

## Biographie
Après des études au Lycée privé Sainte-Geneviève, elle entre en 2001 à l'École polytechnique. En 2005, elle obtient le master of science en biologie moléculaire et cellulaire du cancer à l'Université Paris XI, puis en 2010 le doctorat dans la même université tout en travaillant à l'Institut Curie sous la direction de François Radvanyi. Elle travaille ensuite avec Claire Rougeulle sur l'analyse de l'inactivation du chromosome X dans les cellules souches. En 2017, elle devient chef du groupe de recherche sur la dynamique des altérations épigénétiques  du cancer du poumon à l'Institut Curie.
En 2020, elle participe à la création de la société One Biosciences. Cette société veut trouver de nouveaux médicaments contre le cancer en utilisant la technologie d'analyse en cellule unique proposée par Céline Vallot,,,.

## Distinctions
- 2021 : Prix de cancérologie de la Fondation Simone et Cino Del Duca de l'Institut de France[7]
- 2022 : Médaille de l'innovation du CNRS[8]